# 商用電源周波数
商用電源周波数（しょうようでんげんしゅうはすう）では、商用電源として供給されている交流電源周波数について述べる。

## 日本の商用電源周波数

230 V / 50 Hz（青）、120 V / 60 Hz（赤）の波形

日本国内には、交流電源の周波数について、東日本の50Hzと西日本の60Hzの相違がある。ひとつの国の中で 50 Hz と 60 Hz の独立した系統を有し、かつ周波数変換施設で連系しているのは日本のみである。これは明治時代にアメリカでの議論（電流戦争）に触発されて起こった、東京電燈と大阪電燈との間の直流・交流論争がきっかけであった。
関東では、1887年から直流送電を行っていた東京電燈が、交流の優位性の高まりに応じて交流送電への転換を決めた。そこで、50 Hz仕様のドイツ・AEG製発電機 (AC 3 kV・265 kVA) を導入し、1893年に浅草火力発電所を稼動させた。関東大震災からの復旧をきっかけに浅草火力発電所とその他発電所との並列運転技術である系統連系の必要性から東京電燈管内は「交流送電・50 Hz」に統一されていった。
しかし関西では、1888年に設立された大阪電燈が当初から交流送電を選択し、60 Hz仕様のアメリカ・GE製発電機 (AC 2.3 kV・150 kW) を採用した。これらを中心に、次第に各地の電力供給が集約されていった結果、東西の周波数の違いが形成された。
第二次世界大戦直後、復興にあわせて日本の商用電源周波数を統一しようという構想もあった。国内統一は実現しなかったが、周辺が60 Hzの中で50 Hzとなっていた福岡県の北九州・筑豊地区では1949年12月より供給周波数を60 Hzに切り替える「九州地区周波数統一工事」が始まり、中断を挟んで1960年6月に完了した。一国内で周波数が違うことから、50 Hz地域・60 Hz地域のどちらでも使えるように周波数フリー（海外での使用も考慮し、100〜240 Vの電圧フリーとなっている場合も多い）の電気機器が多く設計・製造販売されており、供給電圧さえ旅行用の変圧器を用いて電圧を合わせれば、どちらの周波数の国でも使用が可能である。また、一部の小型蛍光灯による照明器具や商用電源で高圧トランスを駆動させる昔の電子レンジなど、スイッチや結線の変更、高圧コンデンサの取り替え等により周波数切り替えができる機器もある。現在の日本において供給側にとっては相互融通の点からは周波数を統一する方が望ましいが、そのためには一方あるいは両方の地域の発電機・変圧器の交換のみならず取引計器である電力量計をすべて一斉に交換しなければならない。その他、周波数変更の際に停電が伴ったり、さらに周波数に依存する機器（後述）をすべて交換するか対策を施す必要がある。また、莫大な費用と長期の工事期間が発生することから、日本国政府は「周波数の統一は非現実的である」との判断をしている。

### 50Hzと60Hzの境界線

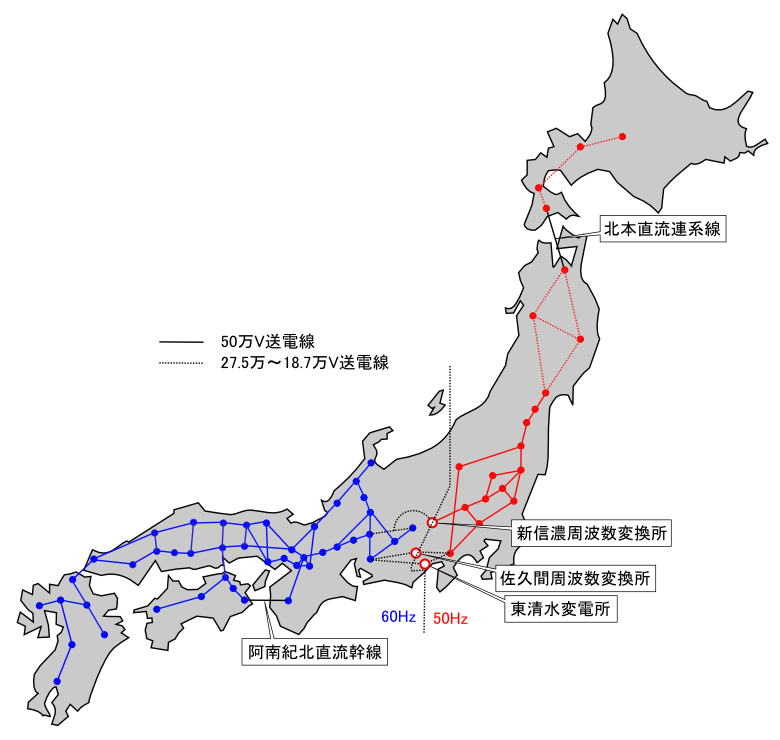
日本の電力系統

最も有名な境界は静岡県の富士川で、富士川を境に東側が50 Hz、西側が60 Hzである。一般に境界は糸魚川静岡構造線に沿う形で、東側が50 Hz、西側が60 Hzである。実際には、電力会社毎に供給約款で標準周波数を定める。首都圏全域、静岡県東部（富士川以東・伊豆）、山梨県、群馬県（東京電力パワーグリッド・一部例外あり）と新潟県（東北電力ネットワーク・一部例外あり）は50 Hzであり、静岡県中・西部（富士川以西、遠州）と長野県（中部電力パワーグリッド・一部例外あり）および富山県（北陸電力送配電）は60 Hzである。
- 標準周波数 50 Hz - 北海道電力ネットワーク、東北電力ネットワーク、東京電力パワーグリッド
- 標準周波数 60 Hz - 中部電力パワーグリッド、北陸電力送配電、関西電力送配電、中国電力ネットワーク、四国電力送配電、九州電力送配電、沖縄電力

ただし、以下の地域では供給約款の本則とは異なる標準周波数を定める。
- 新潟県の60 Hz地域 - 佐渡市全域、妙高市・糸魚川市の各一部[5]
- 群馬県の60 Hz地域 - 安中市・吾妻郡の各一部
- 長野県の50 Hz地域 - 佐久市・松本市・大町市・飯山市・小諸市・安曇野市・下水内郡栄村・下高井郡野沢温泉村・北安曇郡小谷村・北佐久郡軽井沢町の各一部[6]（供給約款上は「長野県の一部」とのみ表記する）

静岡県富士市と富士宮市では、商用電源周波数の境界である富士川が市内を横切り、富士川の左岸側が50 Hz、右岸側（富士宮市の旧芝川町内房及び富士市の旧富士川町域）が60 Hzと混在している。
また地域にかかわらず、工場など一部大口需要家が、電力会社の定める標準周波数とは異なる周波数を利用しているケースがある。この場合、需要側で受電設備に周波数変換設備を設けている。たとえば東海旅客鉄道（JR東海）の東海道新幹線は、富士川以東では浜松町・綱島・西相模・沼津の4箇所にある周波数変換変電所で、東京電力パワーグリッドから受電後、50 Hzから60 Hzに変換して饋電線へと供給される（新富士駅から東京駅までの各駅舎の駅務用電源の供給は50 Hzのまま）。

### 東西間での周波数変換による相互融通
沖縄電力を除く各電力会社間では電気の相互融通を行っているが、異なる周波数の電力会社間での相互融通のために、50 Hzと60 Hzの周波数変換を行う周波数変換所が設けられている。電力会社間の相互融通のための周波数変換所としては電源開発送変電ネットワークの佐久間周波数変換所、東京電力パワーグリッドの新信濃変電所、中部電力パワーグリッドの東清水変電所と飛騨変換所の4箇所がある。融通可能な電力は佐久間変換所は最高30万kW、新信濃変電所60万kW、東清水変電所30万kW（東側が154 kV、西側が275 kVで連系）、飛騨変換所90万 kW。2021年3月現在の日本で50 Hz・60 Hz相互の周波数変換ができる変電所は上記4変電所で、両周波数間で融通できる最大電力は210万kWとなっている。
周波数変換を伴う連携の必要性は東日本大震災発生後の計画停電に追い込まれた状況下で再認識させられたものの、発電所を建設するに比べ多額の投資を要する（30万kW周波数変換所の建設には変換所へ引き込む系統連系線の増強が必要なため約700億円と10年程度が必要とされる）ことが問題とされている。日本の東西の周波数統一にかかるコストは前述のとおり莫大なコストが掛かり、周波数変換所を設けて連携する手法が現実的だとされた。また周波数変換所を離して設置し、その両者を超高圧直流送電 (HVDC) で結ぶ手法が飛騨信濃周波数変換設備により、日本では海峡以外で初めて採用された。
2011年3月11日の東日本大震災と福島第一原子力発電所事故とで一部の原子力発電所や火力発電所が停止し、またその後も運転を続けた原子力発電所も順次定期検査に入り、いずれも無期限の運転停止となった。これにより日本各地で電力不足に陥り、東京電力が輪番停電（計画停電）を実施を余儀なくされ、様々な悪影響も発生した。北海道電力・中部電力・関西電力・四国電力・九州電力も、電力不足を理由にした節電呼びかけや警告を行った。東西で電源周波数が異なることによる周波数変換を伴う融通可能な電力の少なさがこの電力不足の一因となった。
こうした中、2013年2月に東清水変電所が30万kWの本格運用を開始し、東西間で融通できる電力は120万kWとなった。更に2021年3月、飛騨信濃周波数変換設備（変換容量90万kW）が運用開始し、融通できる電力は210万kWに増加した。

#### 北本連系線
北海道電力も、かつては沖縄同様、独立系であったが、北本連系線によって東北電力との電力幹線の接続が行われた。当初は下北半島経由の海底ケーブルが敷設され、現在は青函トンネル経由が増設されている。
しかし、海底ケーブルであることによりケーブルのリアクタンスはもとよりケーブル各相間ならびに対大地間の漂遊容量が大きくなり過ぎてしまい、遮断器の開閉時の受電端電圧の大きな変動を起こしたり、漂遊容量に起因する無効電力の授受とそれに伴う充電電流が送電電力を削ることになるため、同連系線は高電圧直流送電となっており、青森方と函館方にそれぞれ変換所が設けられている。その後建設された紀伊水道直流連系設備も同様である。

### 周波数の精度
商用周波数で稼働する交流電動機を使用している需要家において、供給周波数の変動はすなわち電動機の回転数の変動に直結し、紡績工場での糸切れやできた糸の不均一に起因する品質低下が、また製紙業においては紙切れや紙の厚みの変動等に起因する品質低下を起こすことが知られている。このことから周波数の変動は工業製品の製造工程の安定性や品質に直結するため好ましいことではない。また大きな周波数の変動は高速回転するタービン発電機の回転数を不必要に変動させてしまい危険なため。電力網全体で高精度かつ安定した周波数での供給が求められている。しかし、島国である日本は他国との系統連係が無い上に国内で二分されているため、系統内の発電容量が小さく周波数変動が発生しやすい。
電力系統の運用においてタービン出力が一定であれば、電力需要が減少した時はタービン発電機の回転数が高くなり周波数と電圧が上昇し、逆に電力需要が増加した時は回転数が低くなり周波数と電圧がともに低下する。電力会社は数分単位の「短時間変動」と30分単位の「長時間変動」の双方に対しタービン直結の調速機や励磁機により力率調整、あるいはボイラーへの給水および燃料供給量の増減や、バルブやガイドベーンの開度調整による水車タービンへの流入水量の増減によって発電機の出力調整などを行い周波数の安定を図っている。日本での負荷周波数制御の方式には、定周波数制御方式・定連系線潮流制御方式・周波数偏倚連系線潮流制御方式・選択周波数制御方式の4つがある。なお、出力調整に失敗し周波数が一定の調整範囲を逸脱した場合、発電所は系統から解列される（切り離される）ため停電が発生する。（発生例：1987年7月23日首都圏大停電、2018年9月6日北海道胆振東部地震による大規模停電）
- 日本の電力会社が目標としている周波数偏差[26][27]
  - 北海道 50±0.3 Hz以内、時差 3秒以内
  - 東地域 50±0.2 Hz以内、（東京電力 時差±15秒以内）
  - 中西地域 60±0.2 Hz以内、（中部電力 時差±10秒以内、滞在率95 %以上 60±0.1 Hz）
  - 島嶼部 沖縄電力 60±0.3 Hz以内、時差±8秒以内[28]
- 北米 (NERC) 年間標準偏差（一分間平均値）目標値[26]
  - 東部： 0.018 Hz以内、西部：0.0228 Hz以内
  - テキサス(ERCOT)：0.020 Hz以内
  - ケベック：0.0212 Hz以内
- 欧州 (UCTE) 年間標準偏差（一分間平均値）目標値
  - 50±0.04 Hz以内：90 %以上、50±0.06 Hz以内：99 %以上

## 海外における商用電源周波数の経緯

世界の商用電源周波数。例えば「100 V, 50 Hz」は、電圧が100ボルトで周波数が50Hzである地域の色を示す。

19世紀後半から始まった初期の交流発電では、蒸気機関や水力などの発電機の設計上の都合により、さまざまな周波数が使われていた。例えばイギリスのコベントリー市では、1895年に始まった独自の87ヘルツ（hertz; 以下、Hzと表記）単相配電システムが、1906年まで使用されていた。
現在のように50Hzと60Hzが世界の事実上の標準となった理由についてははっきりしたことはわかっていないが、ヨーロッパで市場を事実上独占していたドイツのAEGが50Hzを採用し、アメリカ合衆国で交流を供給していたウェスティングハウス・エレクトリックが最終的に60Hzを採用したことが原因とされる。60Hzはアメリカ大陸の内の南部以外の国、アジア大陸の内の太平洋沿いの国、サウジアラビアで使われており、それ以外の国では50Hzが使われている。

## 電化製品について
主な電気製品の周波数の対応についての一般例を挙げる。

### 50Hzでも60Hzでもそのまま使えるもの
- 音響機器・映像機器のうち、テレビ受像機、ラジオ、ビデオテープレコーダなど誘導電動機・同期電動機が使用されていないもの
- 一般的にACアダプタを介して本体では直流で受電するもの[注釈 15]
- パーソナルコンピュータや周辺機器（内蔵された整流器で交流から直流に変換してから使用している）[注釈 15]
- エアコンや照明器具のうちインバータ内蔵のもの
- トースター、炬燵、電気毛布、白熱電球など電気抵抗を利用した熱機器
- 掃除機、電気ドリル（交流整流子電動機のため）。

### そのまま利用可能であるが、性能が多少変化するもの（誘導電動機のため）
誘導モーターは回転数・トルクは周波数に比例し消費電力は電源の周波数の比の自乗に比例する。ただし、インバータを内蔵している機器では、インバータを経由してモーターに電力が供給されるため、電源周波数による性能の変化はないが内部の整流電圧が60 Hzのほうが高くなるため変換効率は50 Hzより良好である（60 Hzなら出力がわずかに上がり、50 Hzなら出力がわずかに落ちる）。
冷蔵庫
コンプレッサの能力は周波数に応じて変化するが、冷蔵庫はサーモスタットによって一定の温度を保つように制御することが前提の装置であるから、実用上の影響は少ない。
扇風機（直流電動機方式を除く）
周波数によって風量に差が出る。
エアコン（インバータ式を除く）
冷蔵庫と同様。スイッチを入れてから目的の温度に到達するまでの時間に差が出る。
加湿器
空気清浄機
ヘアドライヤー
洗濯機
水流の強さに差が出る（60 Hzのほうが水流は強く、汚れが落ちやすいかわりに布痛みが進みやすい）が、実際の製品は、インバータ方式でなくても電源周波数に応じて制御用マイコンでモーターを回している時間を加減するように作られている。このため、1回の洗濯にかかる実際の洗濯時間や消費電力量は大差ない（この為各社、カタログに50 Hz / 60 Hz別の仕様は記載されておらず、義務化もされていない）。機械式タイマー使用の2層式洗濯機では（現在においても一部）、タイマー目盛りが二重に印刷されており、使用する人は自分の地区に合わせて、洗濯時間を設定するようになっている。

### 周波数が違うと利用できないもの
インバータ内蔵製品・50 / 60 Hz切替スイッチ付きの製品は下記に当てはまらない。なお、現在市販されている家電製品ではほとんどに対策が施されており、50 / 60 Hzの違いに関係なく使える。

#### 電源周波数に同期して動作するもの
電気時計（クォーツ時計以外）
使用しても機器自体に危険は無いが、時刻の正確さに欠けて使い物にならない（50 Hz機種は60 Hz地域では1時間当たり12分進み、60 Hz機種は50 Hz地域では1時間当たり10分遅れる）。モーター式ではなくデジタル時計の場合、水晶発振器が高価だったころには、10 Hzよりやや低めの周波数の発振回路を内部に持ち、50または60 Hzの電源波形でトリガをかけることにより強制的に10 Hzで発振させるというような力技で、切り替えスイッチなしに50 / 60 Hz両対応の時計を実現していた例もある。なお、時刻ではなく一定の時間を計るだけのキッチンタイマーなどでは、関東用と関西用の二種類の目盛りをケースに印字して、使い手は自分の地域のほうの目盛りで時間を知るというものもあった。
レコードプレーヤーやテープレコーダーのうち同期電動機でレコードの回転やテープ走行スピードを一定に保っているもの
レコードや磁気テープの駆動スピードが、時計と同様の変化を起こすので、再生音のピッチが原音と違うものになる。レコードプレーヤーの場合はプーリーの交換、テープレコーダーの場合はプーリーのベルトの掛け替え、さらにいずれの場合も、進相コンデンサの容量変更などが必要になる（異常ではあるが、特に細かいことを気にしなければ、音楽として楽しむことはできる。）。
電気楽器類
使用しても機器自体に危険性は無いが、約短3度音程の変化がある。平均律で調律された楽器であればそのまま演奏は可能であるが、他の正常な調律の楽器との合奏は困難である。
ハモンドオルガン - 発音機構にトーンホイールを誘導モーターで駆動している電気オルガンに区分される物はこの問題が発生する。真空管やトランジスタなどの発振器を使った電子オルガンではこの問題は発生しない。

#### 特定の電源周波数専用に設計製造されたもの
電子レンジ
所要のマグネトロン出力を得るための倍電圧整流用に挿入されている高圧コンデンサーと高圧トランスとで共振回路を形成して昇圧しているため、設計周波数と異なる電源が供給されると高圧トランスに流れ込む電流が増えて高圧トランスを焼損する。また重大な問題ではないがターンテーブルの回転に単相交流モーターを使用している機種の場合、ターンテーブルの回転数が変わる他、タイマーが電源同期型であれば加熱時間が表記と異なってくる（周波数が高くなるほどタイマーは速く回る）。
蛍光灯照明器具
チョーク形・漏れ変圧器形低力率（グロースタート式器具）の場合、グロースタート式の小容量のものは50 Hz用のものを60 Hzで使っても若干暗くなる（約85 %）他は特に問題は起きないが、逆に60 Hz用のものを50 Hzで使うとリアクタンスが低下して磁励音が大きくなり、過電流のため蛍光灯ランプの寿命が短くなり、また安定器の過熱の危険がある。進相形高力率（ラピッドスタート式器具）の場合、中にコンデンサを挿入して力率を改善しているため、60 Hz用のものを50 Hzで使用すると従来型蛍光灯灯具と同じく蛍光灯ランプ電流の増大でランプが短寿命になる他、安定器に過電流が流れて過熱して危険である。逆に50 Hz用を60 Hzで使うと、コンデンサ電流が増加して安定器の過熱に至る危険がある。

#### 備考
上記のように、電化製品には電源周波数を指定して設計・製造されているものがある。このような製品では、周波数の異なる地域で利用する際には部品交換や改修が必要となる。また、改修に対応できず、買い換えを余儀なくされることもある（製品によっては改修するより新規購入の方が安価である場合も考えられる）。
モーターの回転数が異なる場合は分野によって異なるが、利用者が違いを受け入れられれば使用することは出来る。使用には刃物の回転速度の違いによる処理能力や仕上がりの変化、楽器や音響機器での再生、演奏周波数の変化を受け入れる必要がある。
なお、最近の電子レンジや蛍光灯照明器具などの製品には、高効率化・低消費電力化などを目的にインバータを用いて製品内部で周波数変換しているものも多くある。これらは一般に電源周波数に関係なく使用できる（いわゆる「ヘルツフリー」）。
このため、引越し（例えば東京から大阪）の際には、利用している製品の表示（銘板）や取扱説明書で対応周波数を確認し、引越し後にそのまま利用できるか、あるいは改修が必要か確認することが重要である。「50/60 Hz」と記載されていれば、そのままか、あるいは周波数切り替えスイッチで切り替えることで、どちらの周波数でも利用できる。
モーターを搭載した機器の場合、50 Hz・200 V、60 Hz 200 / 220 Vという表記をしたものが一般的であるが、極まれに60 Hz・200 V時に起動不良問題が起こる。これはコイルのインピーダンスが周波数に反比例し入力電流が減少し、起動トルクが低下するためである。電源電圧を220 Vに近くする、プーリーやギヤ比を換える、あるいは60 Hz用に設計した機器を使うなどの配慮が必要である。
なお、乗用車などで交流100 Vの家電品を使用可能にする車載用インバータ（DC 12 / 24 V → AC 100 Vへの変換器）の中には、比較的小出力（おおむね300 W以下）のものには、電源周波数55 Hzのものも多いが、これは国内の商用電源周波数50 Hzと60 Hzの中間を取っており、比較的低消費電力の製品（おおむね150 W以下で、スマホの充電器やノートパソコンや小型のテレビ・照明・ゲーム機・電気カミソリなどの低電力の理美容器具など）で、50 / 60 Hz表示の製品に限って使用するなどの条件がある。